# 德瑞納內鎮區 (明尼蘇達州勒蘇爾縣)
德瑞納內鎮區（英語：Derrynane Township）是位於美國明尼蘇達州勒蘇爾縣的一個行政鎮區。

## 地方資料
德瑞納內鎮區的面積為93.41平方千米，當中陸地面積為92.49平方千米，而水域面積為0.92平方千米。根據2020年美國人口普查的數據，當地共有人口532人，而人口密度為每平方千米5.7人。